# Leuchtturm Akraberg
Der Leuchtturm von Akraberg wurde 1909 auf einer 80 m hohen Klippe erbaut, um die Navigation an den bis zu 5 km südlich vorgelagerten Sumbiarsteinur-Schären zu sichern. Bei Inbetriebnahme wurden ein Leuchtfeuerwärter und das dazugehörige Personal eingestellt. Der Weg zum nächstgelegenen Dorf, Sumba (2 km nordwestlich), war bei den oft schlechten Wetterbedingungen beschwerlich. Daher mussten in Akraberg auch Wohnhäuser für das Personal errichtet werden. Mit der Automatisierung des Leuchtfeuers wurden die Quartiere aufgegeben. Der Leuchtturm wird jetzt automatisch betrieben, braucht aber regelmäßige Wartung, die von der Zentrale durchgeführt wird.
Der 14 m hohe Turm ist zusätzlich mit Drahtseilen gesichert. Das Leuchtfeuer hat eine Feuerhöhe von 94 m und ist aufgrund der hellen Mittsommernächte vom 21. Mai bis zum 19. Juli nicht in Betrieb. Bei schlechter Sicht sendet die Station jede Minute ein 5 Sekunden langes Nebelsignal.
Akraberg ist auch der südlichste Punkt der Färöer (abgesehen von der vorgelagerten Schärengruppe Sumbiarsteinur). Es lebt dort niemand mehr, außer Touristen, die dort gelegentlich eines der beiden Häuser mieten. Von hier sind es etwa 300 km bis zum nächsten bewohnten Land, den Shetlandinseln. Der Leuchtturm ist wegen seiner exponierten Lage ein beliebtes Ausflugsziel geworden. Es gibt eine Straßenverbindung.

## Galerie

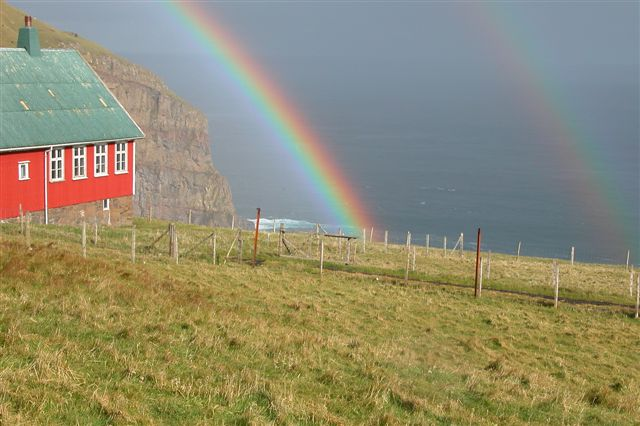
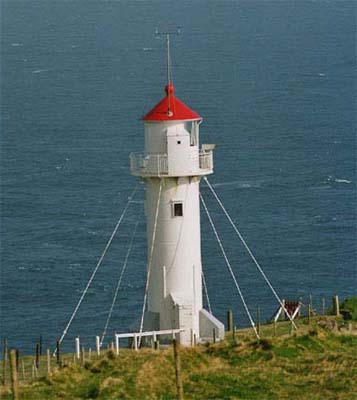
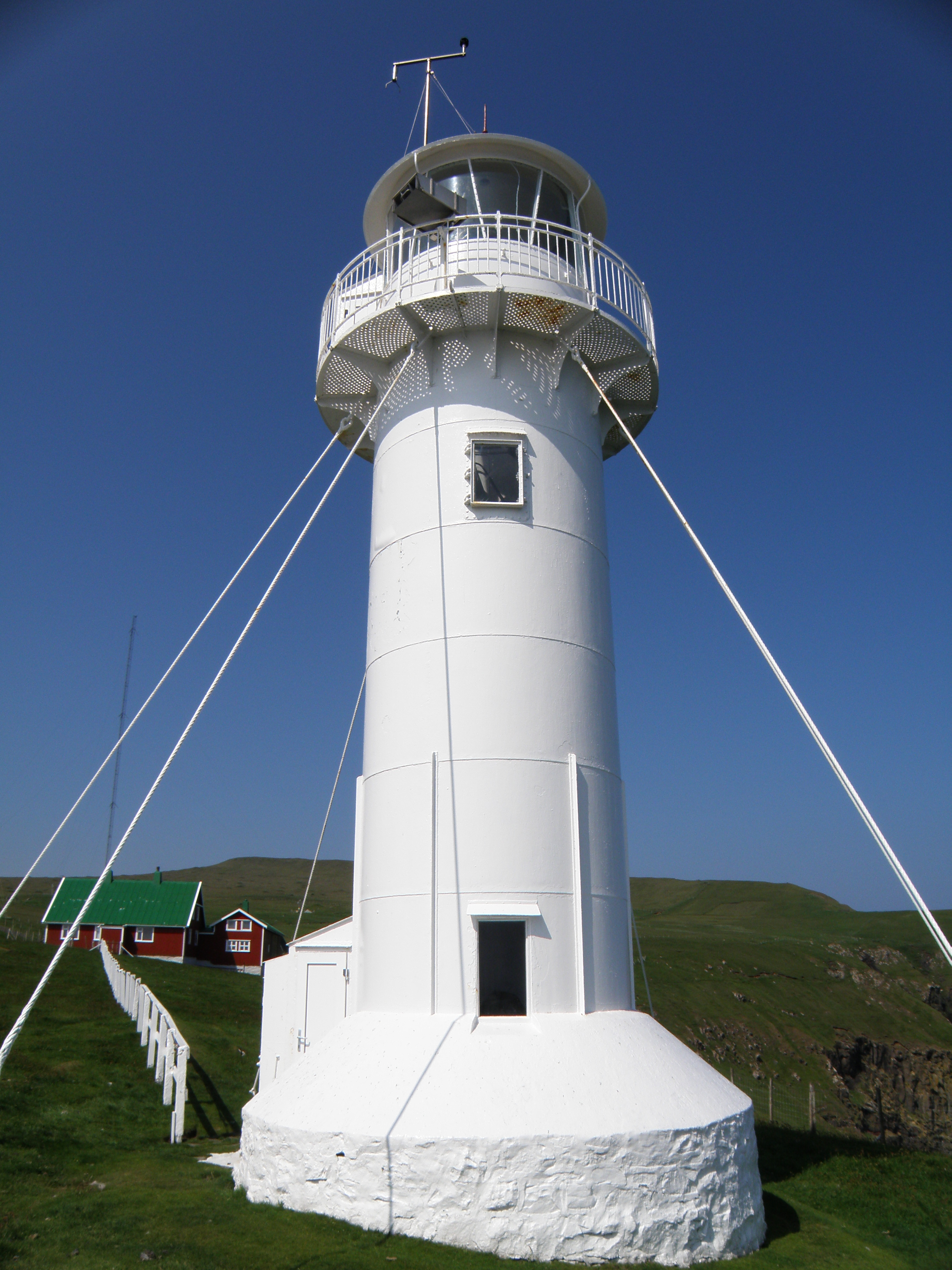
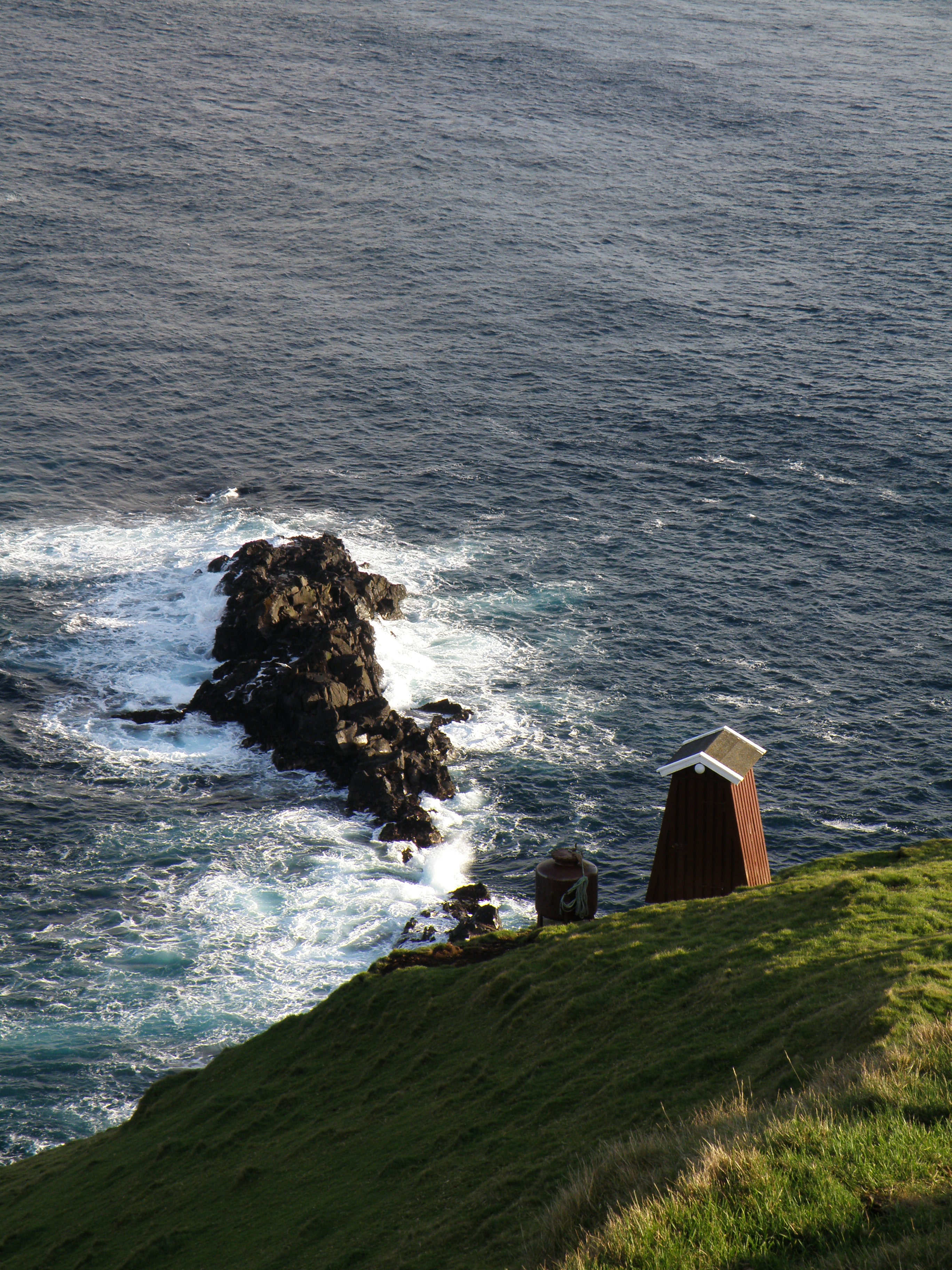
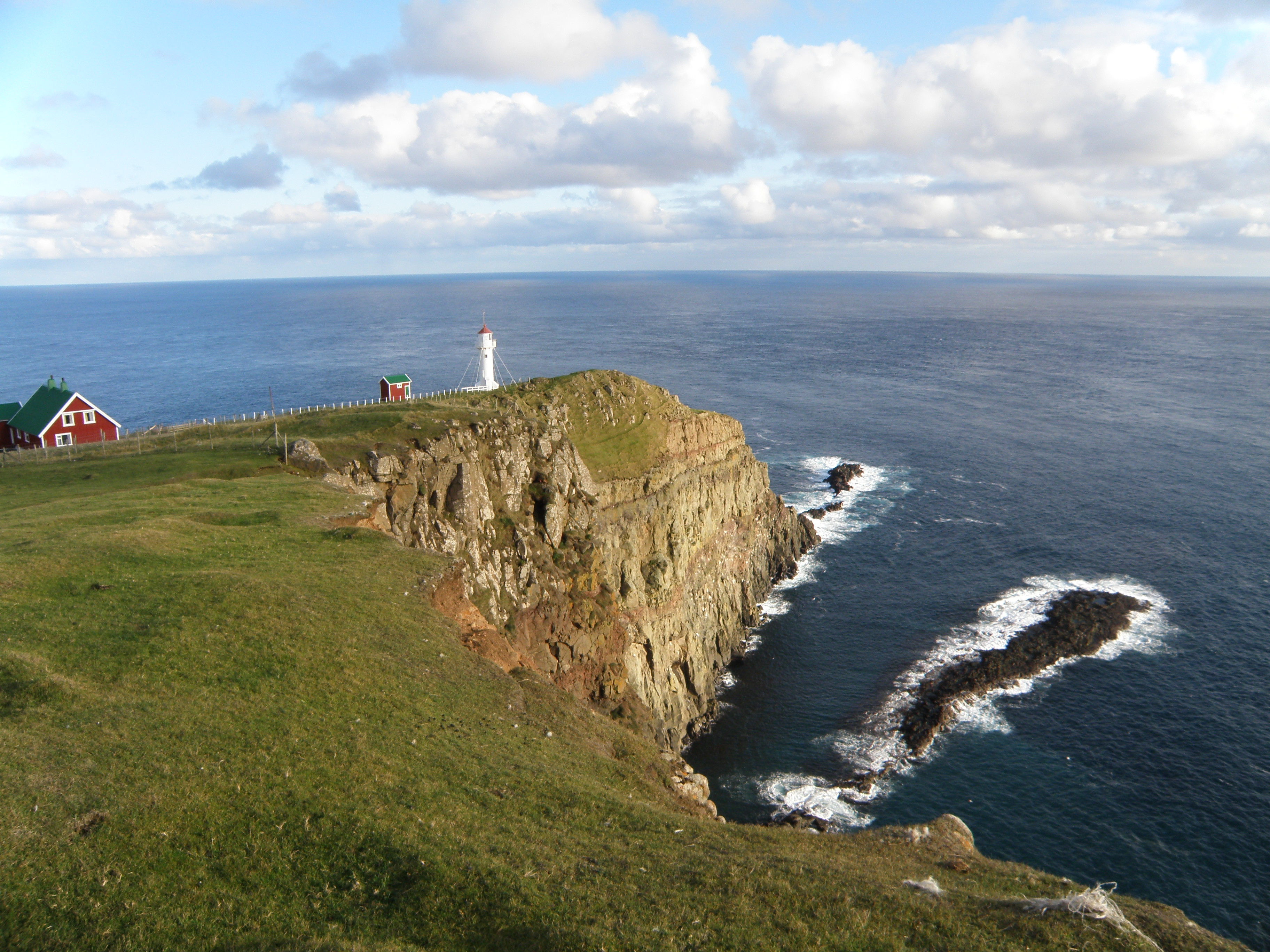
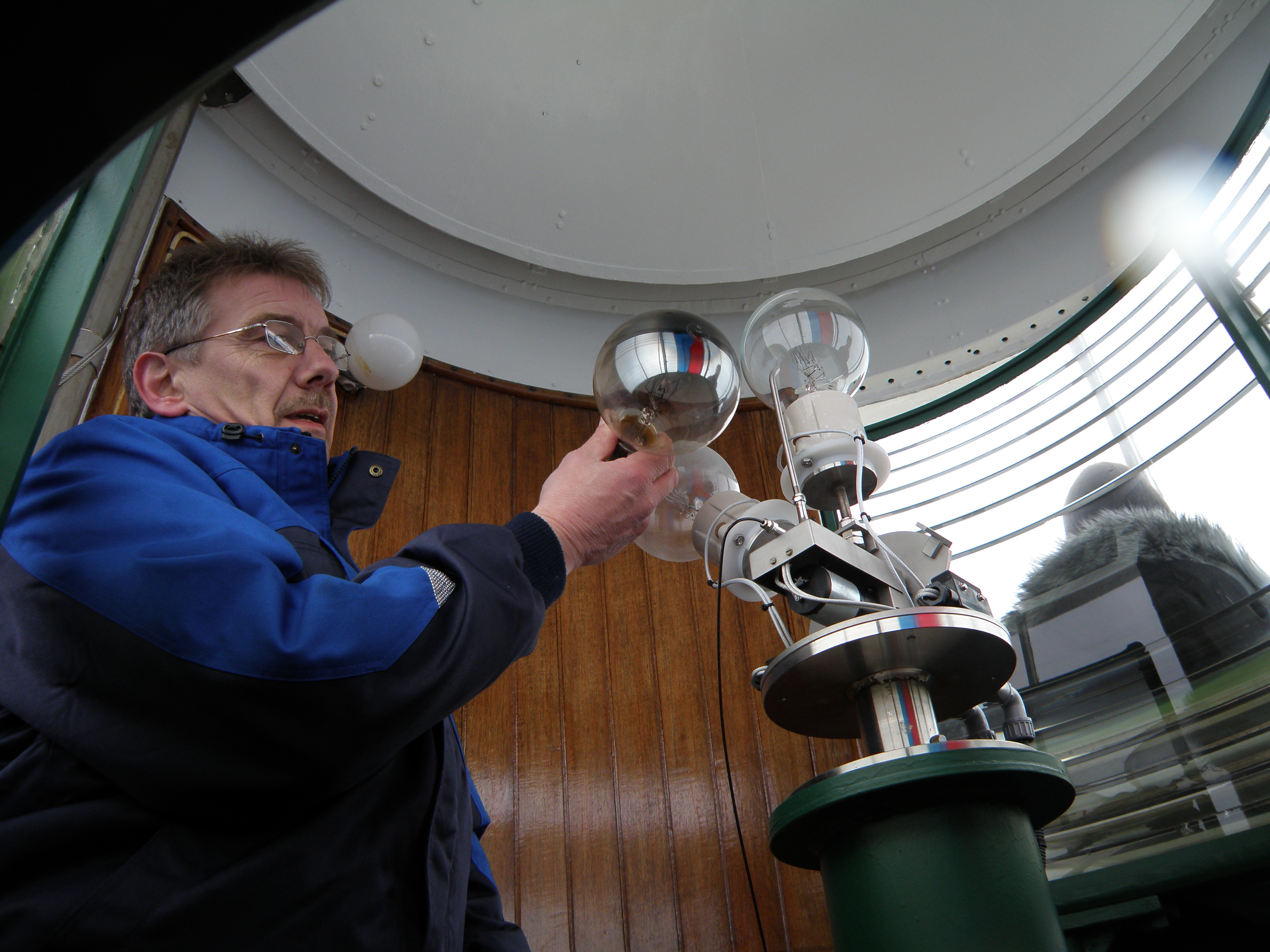
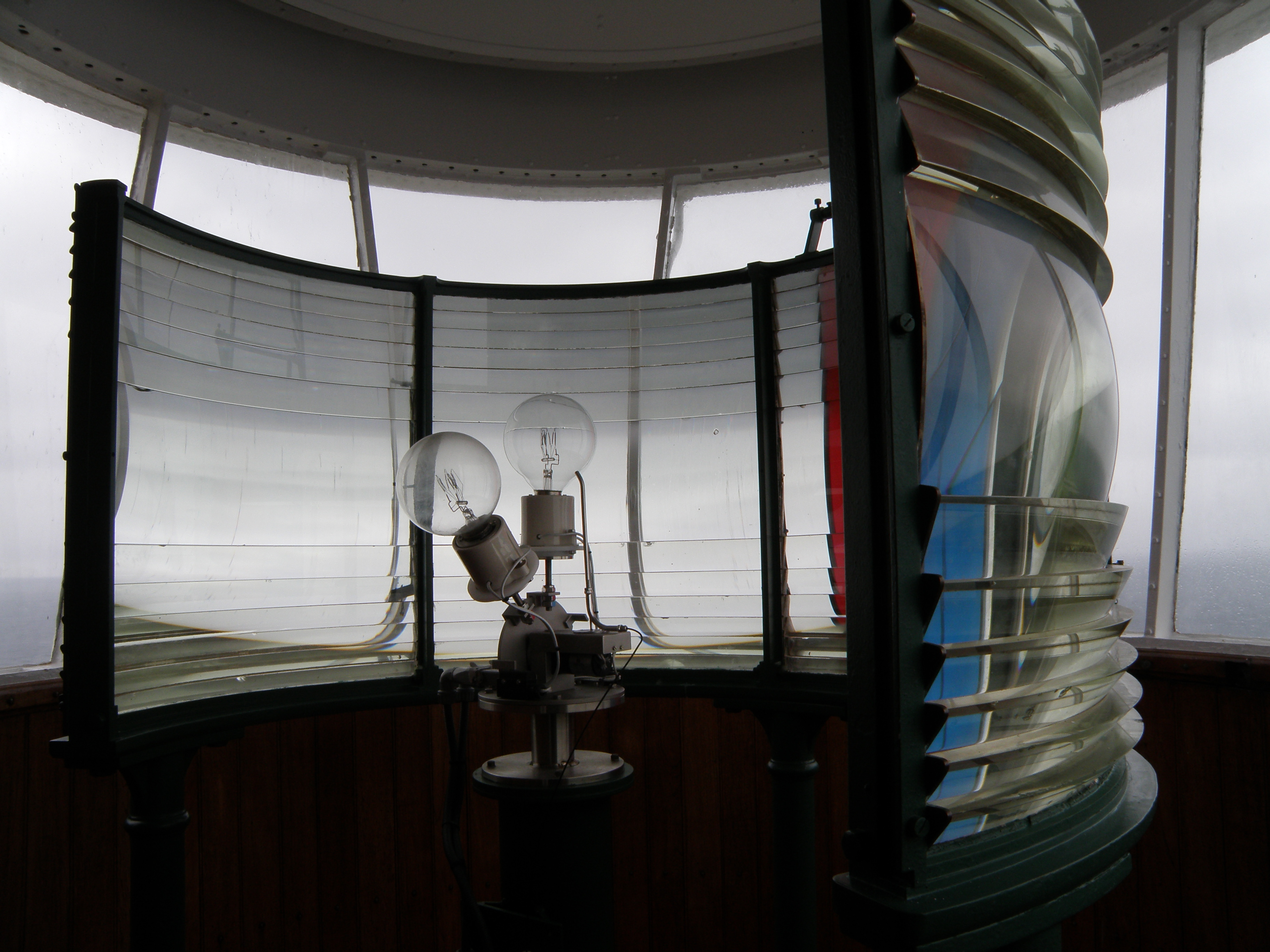
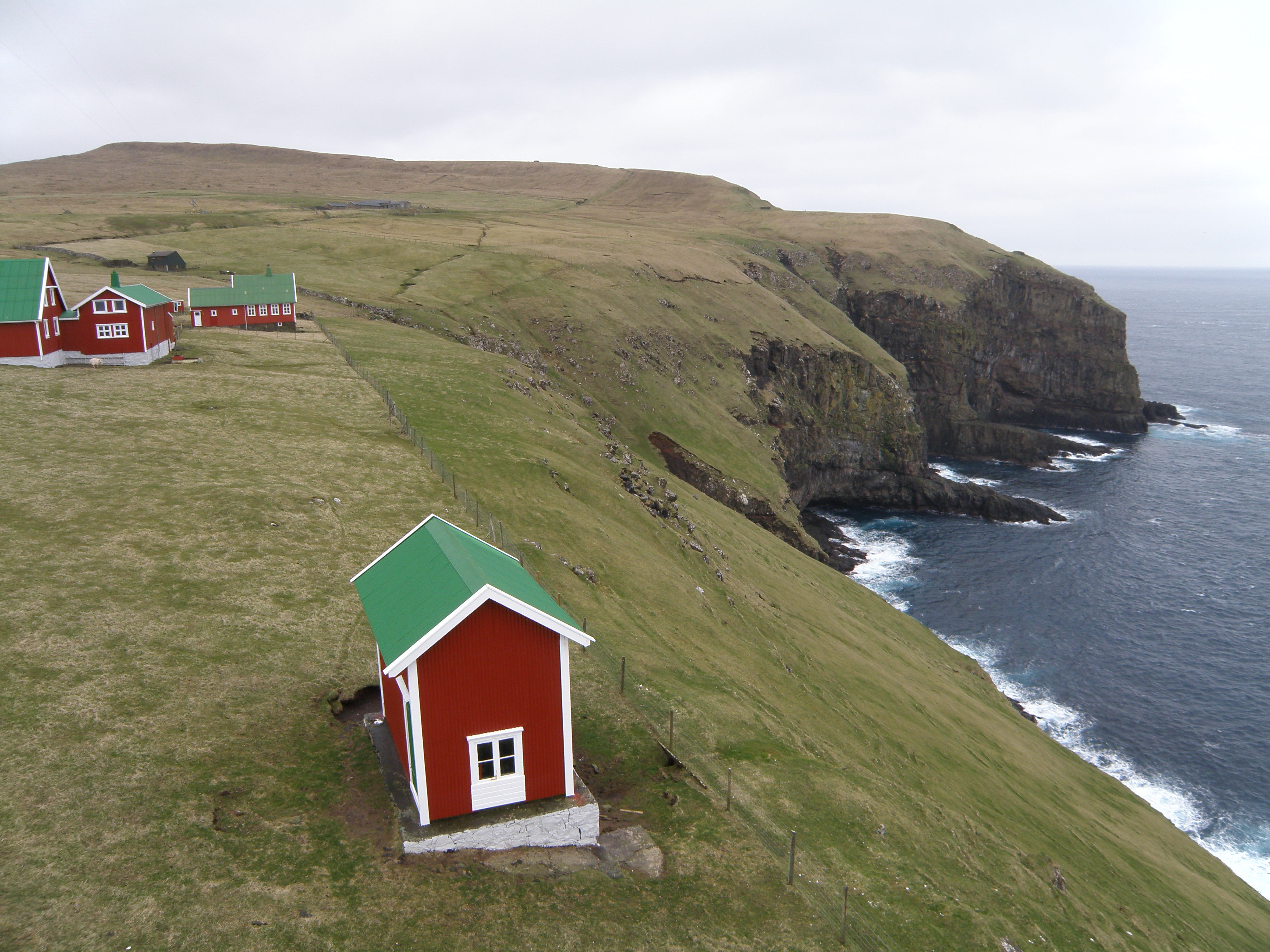
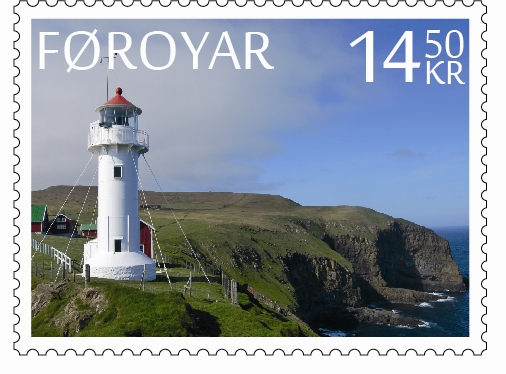

## Radiomast
Etwa 440 m westnordwestlich steht ein 143 m hoher Stahlgitter-Sendemast, der aus 51, 65 und 77 Metern über NN rote Blinklichter (Fl.R.1,5s) mit einer Sichtweite von 10 sm (19 km) abgibt (DFL-6502).